# أمل سليمان عفيفي
أمل سليمان عفيفي هي أول مأذونة شرعية يتم تعيينها في هذه المهمة في مصر والعالم الإسلامي، وهي من مواليد محافظة الشرقية وحاصلة علي ليسانس الحقوق من جامعة الزقازيق عام 1998 كما حلصت علي دبلومين في القانون العام والجنائي عام 2005.
كانت أمل العفيفي قد تقدمت بأوراقها لهذا المنصب في 25 فبراير 2008 بعد خلوه بوفاة مأذون حي ثان بمدينة القنايات بمحافظة الشرقية وتنافست مع 10 رجال على هذا الموقع حتي حصلت عليه وقد صدق وزير العدل المصري في 4 سبتمبر 2008 على قرار محكمة الأسرة الصادر في فبراير الماضي بتعيينها في هذا المنصب. وقد عقدت أول زواج شرعي مساء السبت 25 أكتوبر 2008 بحضور إعلامي واسع لتغطية الحدث الأول من نوعه.